# Parafia Świętej Trójcy w Czudcu
Parafia Świętej Trójcy w Czudcu – parafia rzymskokatolicka znajdująca się w diecezji rzeszowskiej w dekanacie Czudec. Erygowana w 1326 roku. Mieści się przy ulicy Kościelnej.